# 桜沢信司
桜沢 信司（さくらざわ しんじ、1971年12月16日 - ）は、CBCテレビの社員で元アナウンサー。気象予報士（CBC気象キャスター）。防災士。特定非営利活動法人気象キャスターネットワークの正会員。
東京都板橋区生まれで、千葉県鴨川市育ち。鴨川市立西条小学校、鴨川市立鴨川中学校、千葉県立勝浦高等学校
、日本大学卒業。
戸籍上の表記は櫻澤 信司で、CBCの番組審議会での表記などのようにこちらの表記が使われることもある。

## 来歴

### 学生時代
大学生の頃、東京ディズニーランドのジャングルクルーズでアルバイトをしていた時に、周りに芸人や俳優の卵がいて一緒に仕事をしたり、夢を聞いたりする環境であった
。フリーアナウンサー（元・北日本放送）の渡辺一宏、TBSアナウンサーの小笠原亘も働いていた。

### 中部日本放送に入社後
大学卒業後の1996年、アナウンサーとして入社。同期に丹野みどり（フリーアナウンサー）、沢朋宏、加藤小百合（現人材開発部部長）、重松和世（フリーアナウンサー）がいる。
2002年7月1日付でラジオ制作部へ異動し、『多田しげおの気分爽快!!朝からP・O・N』や『つボイノリオの聞けば聞くほど』のディレクターを担当した。
2006年に気象予報士の資格を取得。
2009年3月の人事異動で報道部へ異動。
2010年3月29日から『イッポウ』の天気予報を担当した。
同年、結婚して披露宴を行った。
2013年、防災士の資格を取得。
2019年4月から『チャント!』の天気予報を担当。2023年からCBCのLINE公式アカウントからダウンロードできる、東海3県の絶景お天気カレンダー企画を担当している。カレンダーの写真を撮影する様子が「チャント！」で毎月放送している。
2024年3月27日と28日に名古屋の民放5局の夕方番組と気象予報士がコラボすることが発表された。しかし桜の開花予報が4月となったことから中継が4月4日と5日に変更された。
同年4月4日、『チャント!』で岐阜県大垣市（水門川）からの桜中継に出演。本格的な中継は20年ぶりだった。桜沢によると「天気予報を伴う中継は何回もやったことがあるのですが、こういった企画中継はもう経験ほとんどないんです」と話している。船の上からの桜中継や和菓子の食レポも行った。
2024年に名古屋三越の屋上で行われている「都市養蜂プロジェクト」の取材をした。2025年4月23日にミツバチの巣箱を三越から名古屋学院大学へ引っ越しすることになり、桜沢もプロジェクトに参加。「CBeeCハニープロジェクト」と題して、桜沢が養蜂に挑戦する様子を『newsX』（5月15日放送分〜）で月1回放送している。
テレビに出演以外は、天気の様子を知るためにロケーション撮影に出かけたり、気象予報士や防災士として近隣の町で天気や災害に関する講演会の講師やイベントの司会に参加している。

## 人物
- 好きな食べ物：アイスクリーム [22]、ソフトクリーム[23]。アイスクリームはバニラ味が好きで食後に食べる。
- 家族：妻、2歳差の娘（2015年・2017年生まれ）が2人いる[24]。
- 休日の過ごし方：季節の花の写真を撮ること[1]。子供と遊んだり、夏は家族や友人家族とキャンプに行く[25]。

### エピソード
- 子供の頃はチェッカーズの藤井フミヤに憧れて、前髪を長くしていた[26]。
- 気象予報士になったきっかけは、以前ラジオ制作部にいた時に部長から何かキャラを作るように言われ、「僕は災害をやりたいです。防災をやりたいです」と話すと、気象予報士の資格をとるよう勧められる[27]。気象予報士の試験は猛勉強をして、合格するまで8回受験して4年以上かかった[28]。
- 2023年11月の絶景お天気カレンダーは、同年10月に「チャント！」の気象コーナーに就任した気象予報士の松木友里恵と、桜沢の撮影した写真とどちらが「絶景お天気カレンダー」にふさわしいのか、「チャント！」のLINE公式アカウントから視聴者による投票が行われた[29]。対決の結果、松木が勝利する[30][31][32]。
- 2023年12月には、桜沢と松木が撮影した絶景お天気カレンダーの卓上カレンダーが製作され、応募した視聴者の中から抽選でプレゼントされている[33]。

## 現在の担当番組

### テレビ番組
- newsX（2025年3月31日 - ）天気予報
  - 「CBeeCハニープロジェクト」（2025年5月15日・6月26日・7月16日）リポーター

## 過去の担当番組

### テレビ番組
- ミックスパイください
- 走れ!スクーパーズ（リポーター、1995年 - 1998年）
- 興味の生ルツボ（司会、1998年4月4日 - 2000年3月18日）
- 晴れ・どきドキ晴れ（朝のニュース担当）
- なぞなぞ道場
- 天才クイズ（1999年頃にメロンパンを模した被り物をかぶり「タイムトリッパン」というコーナーを担当）
- イッポウ（天気予報、2010年3月29日 - 2019年3月29日）
- ゴゴスマ -GO GO!Smile!-（天気予報、2013年4月 - 2020年9月[注 1] 、2023年6月 - 2024年3月27日）
- なるほどプレゼンター!花咲かタイムズ（2022年8月6日、2023年1月14日・4月1日・6月17日・8月12日[34]・11月18日、2024年2月10日・3月30日、8月15日[35]・2025年2月8日[36]・6月14日・8月2日）気象予報士推しスポットのコーナー[37]
- チャント!（天気予報、2019年4月1日 - 2025年3月28日）
  - THE TIME,×チャント!（天気予報、2024年6月24日 - 7月12日 3週間限定）[38]

### ラジオ番組
- 0時半です松坂屋ですカトレヤミュージックです
- 北野誠のズバリ（天気予報、2012年4月 - ）月曜～木曜日担当

### イベント
- なごや環境大学共育講座「お天気キャスターと学ぼう！～未来の地球を守るのはキミだ～」第1回（ウィルあいち、2016年10月15日）講師
- なごや環境大学共育講座「お天気キャスターと学ぼう！～未来の地球を守るのはキミだ～」第2回（東山動植物園、2016年11月26日）講師
- 天気と南極のトークショー　～お天気あるある・南極ないない～（名古屋市科学館、2017年8月19日）講師
- 環境省presents気象キャスターと一緒に考えよう　親子で学ぶ地球温暖化（名古屋港ポートビル、2018年2月4日）講師
- 海と山の交流コンサート（新城文化会館、2019年5月12日）司会
- WCN主催・環境省後援　写真展「天気のミカタ、自然のミカタ」（東京都新宿区 Place M、2019年7月15日 - 7月21日）写真出品
- ぎふ清流COOLCHOICEトークミーティング（岐阜県岐阜市 アクティブG、2019年12月1日）講師
- 蒲郡市シルバー人材センター 設立40周年記念大会（蒲郡市民会館、2023年11月25日）講師
- ありがとうコンサート（蒲郡市民会館、2016年11月、2024年4月7日）司会
- 蒲郡市市政70周年記念合同演奏会（蒲郡市民会館、2025年3月30日）司会
- 2025年　働く人のための図書館講座（幸田町立図書館、2025年10月25日）講師